# L'harem
L'harem è un film del 1967 scritto e diretto da Marco Ferreri.

## Trama
Margherita, architetto, è gelosa custode della propria indipendenza, in nome della quale respinge le richieste di stabile unione dei suoi diversi pretendenti: Gianni, ingegnere, Gaetano, avvocato, e Mike, un bohemien. Non vorrebbe, però, perdere la loro amicizia.
Così, durante una vacanza a Dubrovnik, li riunisce con uno stratagemma nella sua villa, in una specie di harem alla rovescia, in cui le funzioni amministrative sono affidate a un quarto amico, il gay René, l'eunuco dell'harem. Dopo un iniziale periodo sperimentale in cui i tre, alternativamente, si "concedono" alla donna, la rinuncia al ruolo maschile, al diritto di possesso, diviene insopportabile.
L'iniziale competizione tra i tre si trasforma in una solidarietà nella difesa delle prerogative del maschio, cui si associa anche René ("Sono anch'io un uomo"). In un drammatico finale, dopo essere stata costretta a soggiacere al loro potere, cucinando e posando per loro, Margherita viene spinta nel vuoto, dalle scogliere della località jugoslava.

## Tema
(Marco Ferreri)
A conclusione di questo processo di decantazione, in cui fu profondamente modificata la sceneggiatura, preparata con Rafael Azcona, i temi della crisi del rapporto di coppia, del matrimonio, della famiglia, costanti della produzione filmica di Ferreri, negli anni sessanta, da Una storia moderna: l'ape regina a Il seme dell'uomo, trovano un esito necessario nella misoginia. Nel film «l'unico elemento che viene negato e condannato è la donna (e non il contesto, come negli altri film)». Senza la comprensione del contesto storico (la società tardo-capitalistica) e sociale (il consumismo, i nuovi movimenti sociali), che caratterizzerà i film successivi - da Dillinger è morto - non restano che le violente convulsioni del sistema patriarcale.

## Cast
(Marco Ferreri)
In sintonia con questa sua riduttiva visione del ruolo dell'attore, Marco Ferreri utilizzò come protagonista del film Carroll Baker, reduce da Jean Harlow, la donna che non sapeva amare (Gordon Douglas, 1965). Il ruolo di una donna alla ricerca di un proprio spazio in una società maschilista fu affidato a un'attrice proveniente da un contesto culturale completamente diverso e identificata, soprattutto, con i ruoli di "bionda fatale, di vamp", anche se lo stesso regista affermò di essere stato influenzato nella sua scelta soprattutto dalla visione di Baby Doll - La bambola viva (Elia Kazan, 1956) «per questo insieme di ingenuità, per questa faccia di sciocchina volitiva», funzionali, in qualche modo, al suo personaggio. La diversità del personaggio, rispetto allo stereotipo di "oggetto del desiderio", fu sottolineata anche dalla coloritura in nero dei capelli dell'attrice.
In un brevissimo cameo appare Ugo Tognazzi nel ruolo di sé stesso.

## Colonna sonora
La musica composta da Ennio Morricone è stata diretta da Bruno Nicolai, con Bruno Battisti D'Amario e Gato Barbieri solisti, rispettivamente alla chitarra e al sassofono.

## Ai margini del film
Le sequenze dei titoli di testa e di coda sono state realizzate dal pittore Mario Schifano. Curiosamente, in epoca successiva, l'attore William Berger, interprete del film, sarebbe stato protagonista di uno dei lavori girati dall'artista con la cinepresa a mano, vale a dire Carol+Bill.
Al film prese parte l'attore George Hilton in alcune scene con Carroll Baker poi tagliate al montaggio.
Il film è stato restaurato nel 2000 dalla fondazione Scuola nazionale di cinema.

## Distribuzioni della pellicola
- Uscita in Italia : 6 ottobre 1967
- Uscita in Francia : 4 giugno 1975

## Critica
«Singolare femminismo e feroce antimaschilismo... diseguale e squilibrato... » **